# Ileanda
Ileanda is een Roemeense gemeente in het district Sălaj.
Ileanda telt 2391 inwoners.

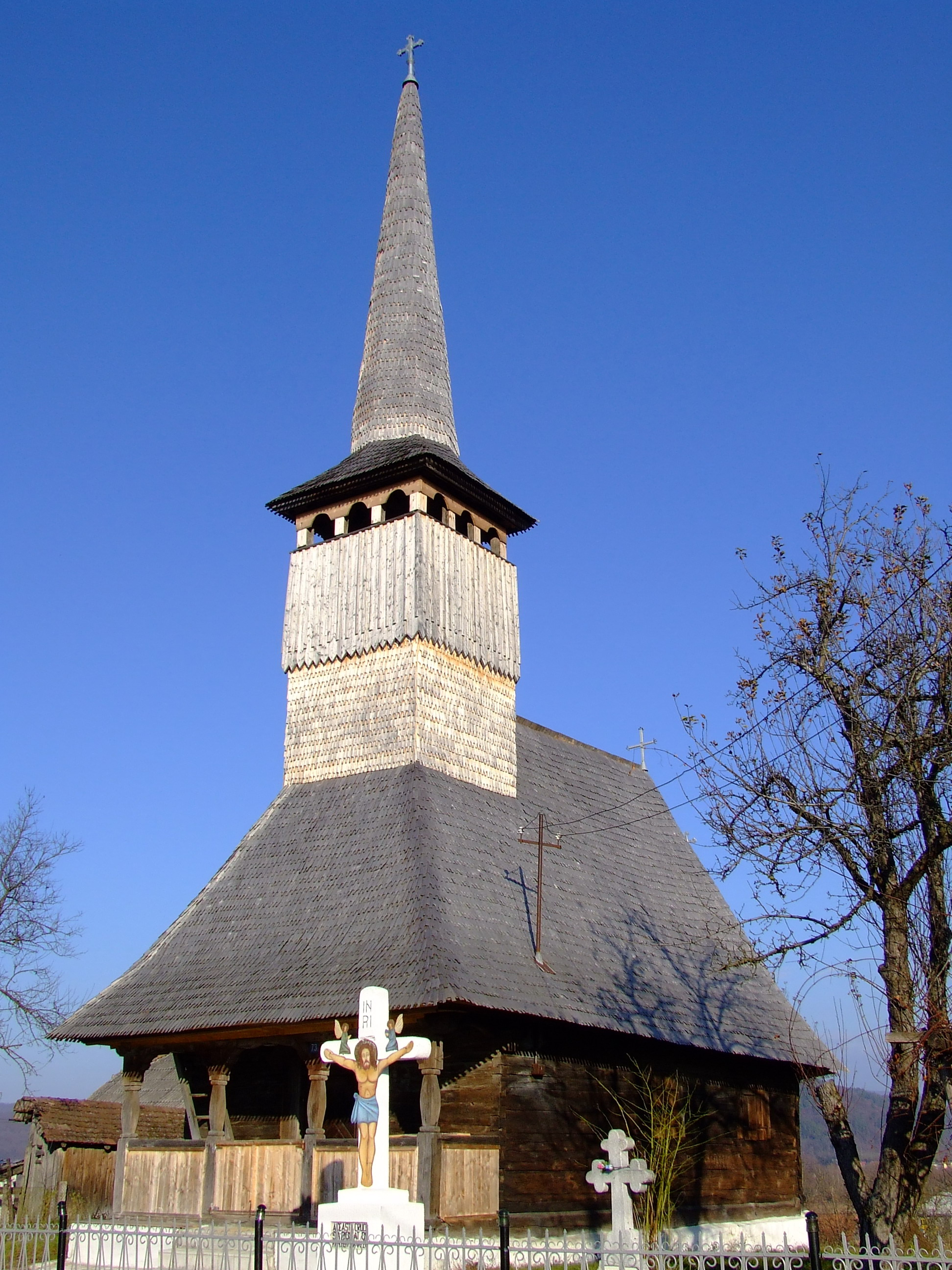
Kerk van Podisu
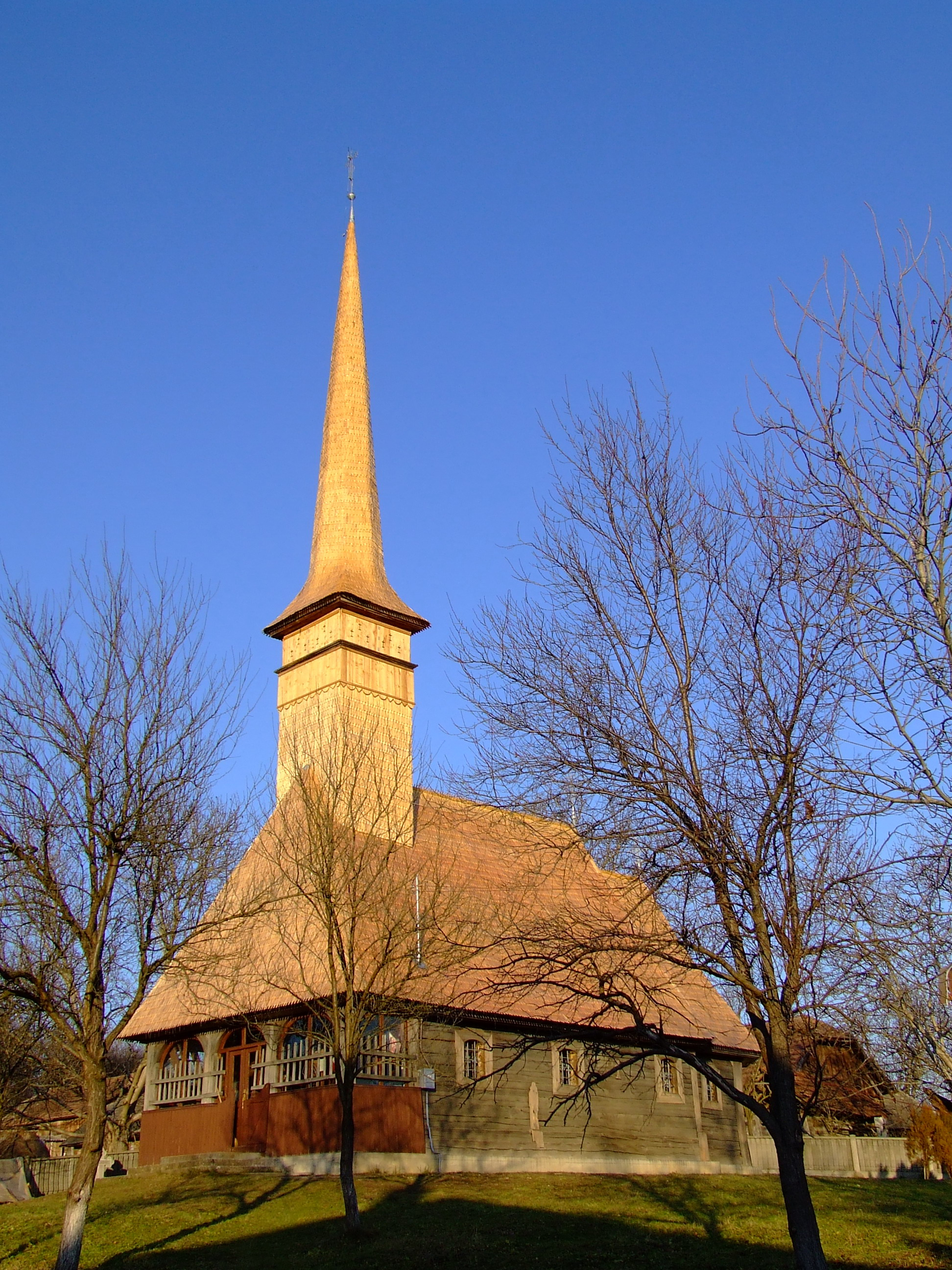
Kerk van Rastoci
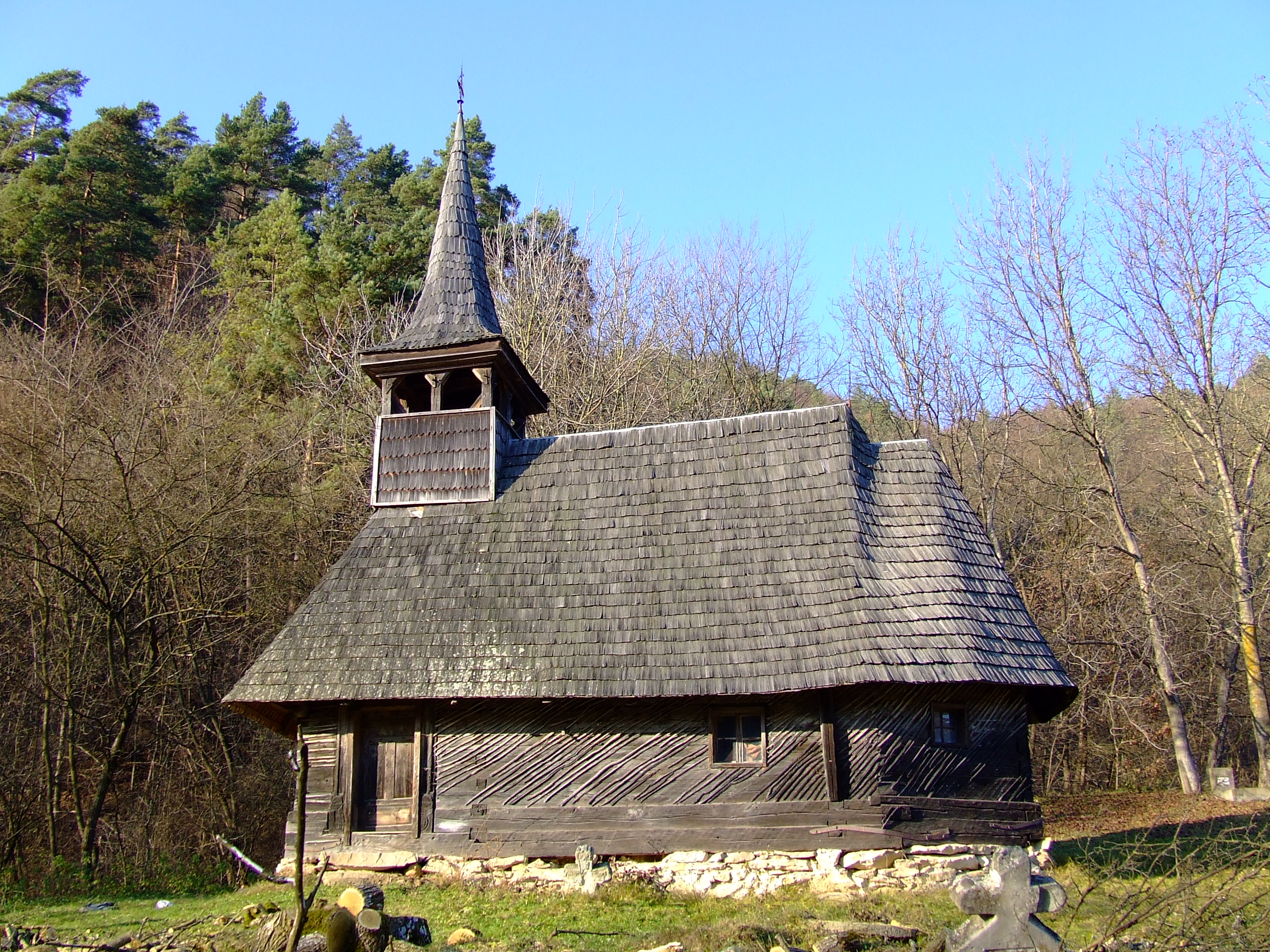
Kerk van Ileanda